# Tribu optionnelle
 (novembre 2022).
En mathématiques, une tribu optionnelle ou σ-algèbre optionnelle est la tribu générée par tous les processus adaptés et càdlàg (continue à droite, limite à gauche).

## Definition
Étant donné un espace de probabilité filtré {\displaystyle (\Omega ,{\mathcal {F}},\mathbf {F} ,P)} avec une filtration {\displaystyle \mathbf {F} :=({\mathcal {F}}_{t})_{t\geq 0}} satisfaisant les conditions usuelles.
La tribu optionnelle {\displaystyle {\mathcal {O}}} (ou {\displaystyle {\mathcal {O}}(\mathbf {F} )} notée) est la tribu sur {\displaystyle \Omega \times \mathbb {R} _{+}} générée par tous les processus adaptés et càdlàg.
Un processus qui est mesurable par rapport à cette tribu, c'est-à-dire l'application {\displaystyle (\omega ,t)\mapsto X_{t}(\omega )} est {\displaystyle {\mathcal {O}}}-mesurable, est appelé optionnel.

## Propriétés
Soient {\displaystyle {\mathcal {P}}} la tribu prévisible et {\displaystyle {\text{Prog}}} la tribu progressivement mesurable. Alors l'inclusion s'applique
{\displaystyle {\mathcal {P}}\subset {\mathcal {O}}\subset {\text{Prog}}\subset {\mathcal {F}}_{\infty }\otimes {\mathcal {B}}(\mathbb {R} _{+}).}